# Jeffrey Masson
Jeffrey Moussaieff Masson (* 28. März 1941 als Jeffrey Lloyd Masson in Chicago, Illinois) ist ein amerikanischer Autor und ausgebildeter Psychoanalytiker, der vor allem durch seine Kritik an den theoretischen Konzepten Sigmund Freuds hervorgetreten ist. Masson hat auch über Tiere und Tierrechte geschrieben.

## Leben
Masson ist der Sohn von Jacques Moussaieff, einem Franzosen sephardischer Herkunft und von Diana Zeiger. Beide Eltern waren Anhänger des britisch-jüdischen Mystikers Paul Brunton. Im Jahr 1956 übersiedelten Diana and Jacques Masson auf Bruntons Drängen und aus Angst vor einem Atomkrieg nach Uruguay. Jeffrey und seine Schwester Linda folgten 1959.
Auf Anregung Bruntons studierte Masson an der Harvard University Sanskrit und schloss 1970 mit dem Doktorat (PhD) ab. Wie Masson seine Illusionen über Brunton verlor, hat er 1993 in seinem autobiographischen Buch My Father's Guru: A Journey Through Spirituality and Disillusion beschrieben. Masson absolvierte auch Auslandsstudienaufenthalte an der École normale supérieure in Paris, an der University of Calcutta, und der University of Poona.
Masson lehrte 1969–1980 Sanskrit und Indian Studies an der University of Toronto, 1969–1980, 1981 bis 1992 war er Research Associate im Department of South and Southeast Asian Studies, an der University of California in Berkeley.
1970 begann Masson eine Ausbildung am psychoanalytischen Institut in Toronto, die er 1978 enttäuscht abschloss.

## Masson und die Freud’sche Verführungstheorie
Masson interessierte sich für die Frühgeschichte der Psychoanalyse, insbesondere die Beziehung zwischen Freud und Wilhelm Fließ, von deren Briefwechsel Freuds Briefe erhalten, jedoch nur unvollständig veröffentlicht waren. In diesem Zusammenhang setzte er sich mit Anna Freud in Verbindung, die als Mitherausgeberin bei der Erstveröffentlichung dieser Briefe ihres Vaters (Aus den Anfängen der Psychoanalyse, 1950) in der erheblich redigierten Form fungierte. Sie stimmte einer von Masson vorgeschlagenen, vollständigen Neuausgabe zu.
1980 traf sich Masson mit Anna Freud und Kurt Eissler, dem Direktor der New Yorker Sigmund Freud Archives, in London. Als Projektleiter und designierter Nachfolger Eisslers erhielt er Zugang zu versiegelter Korrespondenz und Maresfield Gardens, Freuds letztem, offenbar unverändert erhaltenem Wohnsitz:

„In Freuds Schreibtisch entdeckte ich ein Notizbuch von Marie Bonaparte, das sie in der Zeit nach dem Kauf von Freuds Briefen an Fließ im Jahre 1936 geführt hat. In ihm sind Freuds Reaktionen auf die Jahrzehnte zuvor verfaßten Briefe festgehalten. Ich fand auch eine Reihe von Briefen, die Sándor Ferenczi betrafen, der in späteren Jahren Freuds engster Freund aus dem Kreis der Analytiker gewesen war, und darunter auch den letzten Vortrag, den Ferenczi vor dem 12. Kongreß der Internationalen Psychoanalytischen Vereinigung in Wiesbaden gehalten hatte. Er handelt von der sexuellen Verführung von Kindern, einem Thema, mit dem sich Freud während Jahre seiner Freundschaft mit Fließ intensiv beschäftigt hat.“

Auf der Basis von Freuds Korrespondenz kam Masson zur Überzeugung, Freud habe sich von der Verführungstheorie (Traumatisierung durch sexuellen Missbrauch) auch aus persönlichen Gründen (wegen der mangelnden gesellschaftlichen Akzeptanz einer solchen These des verbreiteten sexuellen Missbrauchs) abgewandt.
An der 1981 aufbrechenden Kontroverse um diese These Massons beteiligten sich unter anderem der Historiker Peter Swales, die Journalistin Janet Malcolm und der Journalist der New York Times Ralph Blumenthal, der sie durch einen Artikelserie bekannt gemacht hatte.
Viele Psychoanalytiker lehnten Massons Aktion als Vertrauensbruch ab, und Masson verlor seine Mitgliedschaft in einschlägigen Berufsvereinigungen. Als kritische Verteidigerin Massons trat dagegen Alice Miller auf, die allerdings eine differenzierte Position einnahm. Auch Muriel Gardiner fand über Masson lobende Worte.
Die Kontroverse führte zu einem langwierigen Ehrenbeleidigungsprozess Massons gegen Janet Malcolm und die Zeitschrift The New Yorker, der vom New Yorker letztlich gewonnen wurde. In den letzten Jahrzehnten (seit etwa 1990) beschäftigt sich Masson vor allem mit Tierpsychologie.

## Auswahl aus den Publikationen Massons
- 1974. „India and the Unconscious: Erik Erikson on Gandhi,“ International Journal of Psycho-Analysis 55: 519-26. Discussion by T. C. Sinha: 527.
- 1976. „Perversions-some observations“, Israel Ann. Psychiat. rel. Disc.,
- 1978 (mit Terri C. Masson), „Buried Memories on the Acropolis. Freud's Relation to Mysticism and Anti-Semitism“, International Journal of Psycho-Analysis 59: 199–208.
- 1980. The Oceanic Feeling: The Origins of Religious Sentiment in Ancient India. (Table of contents)
- 1981. The Peacock's Egg: Love Poems from Ancient India, W. S. Merwin and J. Moussaieff Masson, eds. ISBN 0-86547-059-6
- 1984. The Assault on Truth: Freud's Suppression of the Seduction Theory. Farrar Straus & Giroux. ISBN 0-374-10642-8
  - Deutsche Übersetzung: Was hat man dir, du armes Kind, getan? Sigmund Freuds Unterdrückung der Verführungstheorie, Reinbek bei Hamburg, (1. Auflage) 1984. (zitiert als: Masson (1984)) ISBN 978-3-498-04284-4
- 1985 (editor). The Complete Letters of Sigmund Freud to Wilhelm Fliess, 1887–1904. ISBN 0-674-15420-7
  - Deutsche Ausgabe (Hrsg.): Briefe an Wilhelm Fließ 1887–1904, (Gebundene Ausgabe), Frankfurt: S. Fischer Verlag; Auflage: 2. A. Ungekürzte Ausgabe. (1999), ISBN 3-10-022802-2 (10), ISBN 978-3-10-022802-4 (13)
- 1986. A Dark Science: Women, Sexuality and Psychiatry in the Nineteenth Century. ISBN 0-374-13501-0, last edition 1988
- 1988. Against Therapy: Emotional Tyranny and the Myth of Psychological Healing. ISBN 0-689-11929-1
  - Deutsche Übersetzung: Die Abschaffung der Psychotherapie, München: Bertelsmann Verlag,  (1991), ISBN 3-570-02731-7 (10), ISBN 978-3-570-02731-8 (13)
    - (1993): Die feministische Therapie; München: Goldmann; in: Masson, Jefferey (Hrsg.), Die Abschaffung der Psychotherapie, S. 255–260.
- 1990. Final Analysis: The Making and Unmaking of A Psychoanalyst. Addison-Wesley. ISBN 0-201-52368-X, new edition 2003
- 1993. My Father's Guru: A Journey Through Spirituality and Disillusion, Addison-Wesley. ISBN 0-201-56778-4
  - Deutsche Übersetzung: Der Guru meines Vaters. Eine Kindheit mit Paul Brunton, Übersetzer: Hildegard Höhr und Theo Kierdorf, Verlag: Theseus (1999), ISBN 3-89620-144-1 (10), ISBN 978-3-89620-144-7 (13)
- Dogs Never Lie About Love: Reflections on the Emotional World of Dogs.
- 1995. (mit Susan McCarthy)[10] When Elephants Weep: The Emotional Life of Animals.
  - Deutsche Erstausgabe: Wenn Tiere weinen, Reinbek bei Hamburg: Rowohlt Verlag, 1996, ISBN 3-498-04377-3 (10), ISBN 978-3-498-04377-3 (13)
- The Pig Who Sang to the Moon: The Emotional World of Farm Animals.
- The Nine Emotional Lives of Cats: A Journey Into the Feline Heart. ISBN 0-345-44882-0
- The Cat Who Came in from the Cold. Wheeler. ISBN 1-58724-914-6

Rezensionen
- Final Analysis: By Michael Sacks.
- Breaking Away From the Cult: By Carol Tavris.

## Belege und Anmerkungen
1. ↑  Webseite der University of Pune (engl.) (Memento vom 22. Februar 2010 im Internet Archive)
2. ↑  Vgl. hierzu und dem Folgenden: Masson (1984), S. 9–18 (Einleitung); im englischen Original online verfügbar, siehe Weblinks
3. ↑  Unter Massons Herausgeberschaft 1985 erschienen (vgl.:
Auswahl aus den Publikationen Massons)
4. ↑  Mittlerweile Standort des damals in Planung befindlichen Freud-Museums
5. ↑  Die Witwe Fließ hatte diese Briefe unter der Auflage, sie nicht an Freud zurück zu verkaufen (der sie aller Voraussicht nach vernichtet hätte), nach dem Tode ihres Mannes an einen Berliner Buchhändler veräußert, der sie nach Frankreich schmuggelte, um sie vor den Nazis in Sicherheit zu bringen. Marie Bonaparte, eine treue Anhängerin Freuds, hatte die Briefe gekauft, ohne sie Freud, der hierauf drängte, auszuhändigen. Vgl. hierzu: Frank J. Sulloway: Freud. Biologe der Seele. Jenseits der psychoanalytischen Legende; Köln-Lövenich (Hohenheim-Verlag), 1982, S. 201.
6. ↑  Gemeint ist Ferenczis ebenso professionell-selbstkritischer, wie den engeren Kreis um Freud beunruhigender, weil dissidenter Vortrag Sprachverwirrung zwischen den Erwachsenen und dem Kind (Die Sprache der Zärtlichkeit und der Leidenschaft), der an die von Freud verworfene sogenannte „Verführungstheorie“ gemahnte; in diesem Vortrag führt Ferenczi, nachdem er die negativen Konsequenzen der ärztlichen Hypokrisie und Unaufrichtigkeit für die therapeutische Beziehung und die diesbezügliche Feinfühligkeit („clairvoyance“) des Analysanden herausgestellt hat, das Konzept der Identifikation mit dem Aggressor ein. Ferenczi hatte den geplanten Vortrag Freud vorgetragen. Zu Freuds Reaktion (Brief an Anna Freud vom 3. September 1932) siehe Weblinks. Masson fügte diesen Vortrag als Anhang C (S. 317–330) seinem Buch bei.
7. ↑  Jeffrey Masson: The Assault on Truth: Freud's Suppression of the Seduction Theory. Farrar Straus & Giroux, 1984, ISBN 0-374-10642-8 Deutsche Übersetzung: Was hat man dir, du armes Kind, getan? Sigmund Freuds Unterdrückung der Verführungstheorie, Reinbek bei Hamburg, (1. Auflage) 1984, ISBN 978-3-498-04284-4.
8. ↑  Jeffrey M. Massons: Der Widerruf der Mißbrauchstheorie („Verführungstheorie“) durch Sigmund Freud. Rudolf Sponsel, Abteilung Kritische Arbeiten zur Psychoanalyse und Analytischen Psychotherapie. IP-GIPT. Erlangen.
9. ↑  PSYCHOLOGIE HEUTE, April 1987, S 21f: „Im Gegensatz zu manchen Interpreten, die, wie zum Beispiel Marianne Krüll, Marie Balmary oder Jeffrey Masson, Freuds Abkehr von der Wahrheit als Folge seiner Familiengeschichte deuten, sehe ich diesen Schritt als Folge und Ausdruck unserer jahrtausendealten kinderfeindlichen Tradition, in der wir auch heute noch leben. Die Ergebnisse der oben genannten historischen Forscher können trotzdem korrekt sein, aber ich meine, daß es Freud trotz der persönlichen Familiengeschichte möglich gewesen wäre, seiner Entdeckung treu zu bleiben, wenn die Gesellschaft als Ganzes nicht so kinderfeindlich gewesen wäre, wenn schon damals andere, freiere Erziehungsmuster denkbar gewesen wären. Doch zur Zeit Freuds war es noch absolut unmöglich, die Unschuld der Eltern in Frage zu stellen.“ Titel des Interviews:  Wie Psychotherapien das Kind verraten
10. ↑  Sarah Boxer: If We Could Talk To The Animals... In The New York Times vom 28. Mai 1995 (nytimes.com, englisch), abgerufen am 15. Februar 2021

| Personendaten    | Personendaten                                                                        |
| ---------------- | ------------------------------------------------------------------------------------ |
| NAME             | Masson, Jeffrey                                                                      |
| ALTERNATIVNAMEN  | Masson, Jeffrey Moussaieff (vollständiger Name); Masson, Jeffrey Lloyd (Geburtsname) |
| KURZBESCHREIBUNG | US-amerikanischer Autor                                                              |
| GEBURTSDATUM     | 28. März 1941                                                                        |
| GEBURTSORT       | Chicago, USA                                                                         |